# Lijst van rijksmonumenten aan de Keizersgracht (Amsterdam, Noordwest)
Een overzicht van de 569 rijksmonumenten aan de Keizersgracht in Amsterdam.
Het overzicht is opgesplitst in drie delen. Dit is het noordwestelijk deel vanaf de Brouwersgracht tot de Raadhuisstraat. Dit zijn de nummers 1 t/m 183 aan de oneven zijde en 2 t/m 200 aan de even zijde. 
Zie ook de lijst van het zuidwestelijk  gedeelte vanaf de Raadhuisstraat tot de Leidsestraat. Dat zijn de nummers 185 t/m 455 aan de oneven zijde en 202 t/m 508 aan de even zijde.
Zie ook de lijst van het zuidelijke gedeelte  vanaf de Leidsestraat tot de Amstel. Dat zijn de nummers 457 t/m (ergens boven de 700) aan de oneven zijde en 510 t/m  (ergens boven de 700) aan de even zijde.
| Object | Oorspronkelijke functie? | Bouwjaar                                          | Architect                 | Locatie                              | Coördinaten?                  | Nr.?   | Afbeelding                                                                                                  |
| --- | ------------------------ | ------------------------------------------------- | ------------------------- | ------------------------------------ | ----------------------------- | ------ | --- |
| Pand met gepleisterde halsgevel met geruite vleugelstukken                                                                                           | Gebouw                   | 1720                                              |                           | Keizersgracht 5                      | 52° 22' 46" NB, 4° 53' 24" OL | 2214   | Meer afbeeldingen                                                                                           |
| Pand met klokgevel | Woonhuis                 | 1742                                              |                           | Keizersgracht 9                      | 52° 22' 45" NB, 4° 53' 24" OL | 2215   | Meer afbeeldingen                                                                                           |
| Pand met gevel met deurpartij | Gebouw                   | ca. 1735                                          |                           | Keizersgracht 15                     | 52° 22' 45" NB, 4° 53' 23" OL | 2216   | Meer afbeeldingen                                                                                           |
| Pand met gevel onder rollagentop | Gebouw                   | 18e/19e eeuw                                      |                           | Keizersgracht 17                     | 52° 22' 45" NB, 4° 53' 23" OL | 2217   | Meer afbeeldingen                                                                                           |
| Pand met klokgevel van ongewone vorm, met getorste afdeklijst                                                                                        | Gebouw                   | tweede kwart 18e eeuw                             |                           | Keizersgracht 19                     | 52° 22' 45" NB, 4° 53' 23" OL | 2218   | Meer afbeeldingen                                                                                           |
| Pand met halsgevel deuromlijsting | Woonhuis                 | 18e eeuw                                          |                           | Keizersgracht 23                     | 52° 22' 44" NB, 4° 53' 23" OL | 2219   | Meer afbeeldingen                                                                                           |
| Pand met gevel onder rechte lijst | Gebouw                   | 1618                                              |                           | Keizersgracht 27                     | 52° 22' 44" NB, 4° 53' 23" OL | 2220   | Meer afbeeldingen                                                                                           |
| Pand met halsgevel met wapens in de vleugelstukken en twee oeils-de-boeuf                                                                            | Gebouw                   | ca. 1618 1690 (vernieuwd)                         |                           | Keizersgracht 29                     | 52° 22' 44" NB, 4° 53' 23" OL | 2221   | Meer afbeeldingen                                                                                           |
| Pand met gevel onder triglyfenlijst met gebeeldhouwde stoep en empire deurpartij                                                                     | Gebouw                   | 1628                                              |                           | Keizersgracht 31                     | 52° 22' 44" NB, 4° 53' 22" OL | 2222   | Meer afbeeldingen                                                                                           |
| Pand met gevel onder rechte lijst met deurpartij uit dezelfde tijd                                                                                   | Gebouw                   | ca. 1800                                          |                           | Keizersgracht 33                     | 52° 22' 44" NB, 4° 53' 22" OL | 2223   | Meer afbeeldingen                                                                                           |
| Pand met gevel onder gesneden rechte lijst met consoles met deur uit dezelfde tijd                                                                   | Woonhuis                 | ca. 1795                                          |                           | Keizersgracht 35                     | 52° 22' 43" NB, 4° 53' 22" OL | 2224   | Meer afbeeldingen                                                                                           |
| Pand met halsgevel met empire deurpartij | Gebouw                   | tweede kwart 18e eeuw                             |                           | Keizersgracht 37A-B                  | 52° 22' 43" NB, 4° 53' 22" OL | 2225   | Meer afbeeldingen                                                                                           |
| Pand met rijk gebeeldhouwde halsgevel met deurpartij                                                                                                 | Gebouw                   | tweede kwart 18e eeuw                             |                           | Keizersgracht 39A-D                  | 52° 22' 43" NB, 4° 53' 22" OL | 2226   | Meer afbeeldingen                                                                                           |
| Pand met gevel onder rechte lijst met twee consoles                                                                                                  | Gebouw                   | ca. 1800                                          |                           | Keizersgracht 43                     | 52° 22' 43" NB, 4° 53' 22" OL | 2227   | Meer afbeeldingen                                                                                           |
| Pand met halsgevel met gebeeldhouwde stoep | Gebouw                   | 1754                                              |                           | Keizersgracht 45, 49A, 51A, 53A, 49B | 52° 22' 43" NB, 4° 53' 21" OL | 2228   | Meer afbeeldingen                                                                                           |
| Pand met gevel onder rechte zandstenen lijst met consoles                                                                                            | Gebouw                   | 18e eeuw                                          |                           | Keizersgracht 67A-D, 69A-D           | 52° 22' 42" NB, 4° 53' 21" OL | 2229   | Pand met gevel onder rechte zandstenen lijst met consoles                                                   |
| Pand met zandstenen vierraamsgevel onder triglyfenlijst                                                                                              | Gebouw                   | laat derde kwart 18e eeuw                         |                           | Keizersgracht 63ABCD+65ABCD          | 52° 22' 42" NB, 4° 53' 21" OL | 2230   | Upload foto                                                                                                 |
| Dubbel huis met gevel onder rechte zandstenen lijst met consoles en wapenschilden                                                                    | Woonhuis                 | 18e/19e eeuw                                      |                           | Keizersgracht 71                     | 52° 22' 41" NB, 4° 53' 20" OL | 2231   | Meer afbeeldingen                                                                                           |
| Pand met gevel onder rechte lijst, met deurpartij | Woonhuis                 | eerste helft 19e eeuw                             |                           | Keizersgracht 75                     | 52° 22' 41" NB, 4° 53' 20" OL | 2232   | Meer afbeeldingen                                                                                           |
| Pand met gevel onder rechte lijst met consoles en balustrade                                                                                         | Woonhuis                 | ca. 1750/1755                                     |                           | Keizersgracht 77                     | 52° 22' 41" NB, 4° 53' 20" OL | 2233   | Meer afbeeldingen                                                                                           |
| Pand met gevel onder rechte lijst, met deurpartij | Gebouw                   | eerste helft 19e eeuw                             |                           | Keizersgracht 79A-E                  | 52° 22' 40" NB, 4° 53' 19" OL | 2234   | Pand met gevel onder rechte lijst, met deurpartij                                                           |
| Pand met gevel onder rechte stenen lijst en gebeeldhouwde attiek, met gebeeldhouwde stoep en deurpartij                                              | Gebouw                   | ca. 1750/1755                                     |                           | Keizersgracht 81                     | 52° 22' 40" NB, 4° 53' 19" OL | 2235   | Pand met gevel onder rechte stenen lijst en gebeeldhouwde attiek, met gebeeldhouwde stoep en deurpartij     |
| Verbouwd huis | Gebouw                   | 17e eeuw (kern)                                   |                           | Keizersgracht 83                     | 52° 22' 40" NB, 4° 53' 19" OL | 2236   | Verbouwd huis                                                                                               |
| Pand met zesraams lijstgevel met deurpartij en stoeppalen                                                                                            | Woonhuis                 | eerste helft 19e eeuw                             |                           | Keizersgracht 87A-N                  | 52° 22' 40" NB, 4° 53' 19" OL | 2237   | Meer afbeeldingen                                                                                           |
| Pand met gevel onder rechte lijst met consoles | Gebouw                   | ca. 1800                                          |                           | Keizersgracht 89                     | 52° 22' 40" NB, 4° 53' 19" OL | 2238   | Pand met gevel onder rechte lijst met consoles                                                              |
| Gerestaureerd pand met nr 95 het achterste deel vormend van Herenstraat 40                                                                           | Gebouw                   |                                                   |                           | Keizersgracht 95+95A+Herenstraat 40  | 52° 22' 39" NB, 4° 53' 18" OL | 2239   | Gerestaureerd pand met nr 95 het achterste deel vormend van Herenstraat 40                                  |
| Pand met halsgevel | Gebouw                   | 1710                                              |                           | Keizersgracht 2                      | 52° 22' 46" NB, 4° 53' 22" OL | 2449   | Meer afbeeldingen                                                                                           |
| Pand met gevel onder rechte lijst met consoles, in traditionele trant                                                                                | Gebouw                   | 1880                                              |                           | Keizersgracht 4                      | 52° 22' 46" NB, 4° 53' 22" OL | 2450   | Meer afbeeldingen                                                                                           |
| Pand met gevel onder rechte lijst met consoles, in traditionele trant                                                                                | Gebouw                   | 1880                                              |                           | Keizersgracht 6                      | 52° 22' 46" NB, 4° 53' 21" OL | 2451   | Meer afbeeldingen                                                                                           |
| Pakhuis met gevel onder gewijzigde top | Gebouw                   | 1760                                              |                           | Keizersgracht 10A-D                  | 52° 22' 46" NB, 4° 53' 21" OL | 2452   | Pakhuis met gevel onder gewijzigde top                                                                      |
| Pakhuis met gevel onder rechte lijst | Gebouw                   | 1730                                              |                           | Keizersgracht 12A-G                  | 52° 22' 46" NB, 4° 53' 21" OL | 2453   | Pakhuis met gevel onder rechte lijst                                                                        |
| Pand met zeer rijk gebeeldhouwde halsgevel | Woonhuis                 | kort na 1725                                      |                           | Keizersgracht 12A-G                  | 52° 22' 46" NB, 4° 53' 21" OL | 2454   | Meer afbeeldingen                                                                                           |
| Pand met halsgevel met deuromlijsting uit dezelfde tijd en drie louis                                                                                | Woonhuis                 | 1743                                              |                           | Keizersgracht 16                     | 52° 22' 45" NB, 4° 53' 21" OL | 2455   | Meer afbeeldingen                                                                                           |
| Pand met gevel onder rechte lijst met consoles waarop gebeeldhouwd opzetstuk met wapen en schildhouders                                              | Werk-woonhuis            | ca. 1740                                          |                           | Keizersgracht 20A-D                  | 52° 22' 45" NB, 4° 53' 20" OL | 2456   | Meer afbeeldingen                                                                                           |
| Voormalige Sint Ignatiuskerk | Kerk en kerkonderdeel    | 1837-1838                                         | Johs. van Straten         | Keizersgracht 22                     | 52° 22' 45" NB, 4° 53' 20" OL | 2457   | Meer afbeeldingen                                                                                           |
| Pakhuis met gevel onder rechte lijst | Gebouw                   | 1630                                              | Jacob Cornsz. Swart       | Keizersgracht 24 A-K                 | 52° 22' 44" NB, 4° 53' 20" OL | 2458   | Meer afbeeldingen                                                                                           |
| Pand met halsgevel met gebeeldhouwde stoep en deurpartij                                                                                             | Gebouw                   | 18e/19e eeuw                                      |                           | Keizersgracht 26A-E                  | 52° 22' 44" NB, 4° 53' 20" OL | 2459   | Meer afbeeldingen                                                                                           |
| Pakhuis met trapgevel | Gebouw                   | 1621                                              |                           | Keizersgracht 40A-F                  | 52° 22' 43" NB, 4° 53' 19" OL | 2460   | Meer afbeeldingen                                                                                           |
| Pakhuis met trapgevel | Gebouw                   | 1621                                              |                           | Keizersgracht 42A-G                  | 52° 22' 43" NB, 4° 53' 19" OL | 2461   | Meer afbeeldingen                                                                                           |
| Pakhuis met trapgevel | Gebouw                   | 1621                                              |                           | Keizersgracht 44A-E                  | 52° 22' 43" NB, 4° 53' 18" OL | 2462   | Meer afbeeldingen                                                                                           |
| Pand met gevel onder verhoogde lijst met consoles | Gebouw                   | 1760                                              |                           | Keizersgracht 48A-G                  | 52° 22' 43" NB, 4° 53' 18" OL | 2463   | Meer afbeeldingen                                                                                           |
| Pand met klokgevel | Gebouw                   | ca. 1750/1755                                     |                           | Keizersgracht 50                     | 52° 22' 43" NB, 4° 53' 18" OL | 2464   | Meer afbeeldingen                                                                                           |
| Pand met gevel onder rechte lijst met snijraam uit dezelfde tijd                                                                                     | Gebouw                   | eerste helft 19e eeuw                             |                           | Keizersgracht 54                     | 52° 22' 42" NB, 4° 53' 18" OL | 2465   | Meer afbeeldingen                                                                                           |
| Huis met gepleisterde lijstgevel waarin deurpartij uit dezelfde tijd                                                                                 | Gebouw                   | 19e eeuw                                          |                           | Keizersgracht 56                     | 52° 22' 42" NB, 4° 53' 18" OL | 2466   | Meer afbeeldingen                                                                                           |
| Pand met gevel in traditionele vormen onder lijst met consoles                                                                                       | Gebouw                   | derde kwart 19e eeuw                              |                           | Keizersgracht 58A-C                  | 52° 22' 42" NB, 4° 53' 17" OL | 2467   | Meer afbeeldingen                                                                                           |
| Pand met gevel onder verhoogde lijst met consoles | Woonhuis                 | ca. 1750                                          |                           | Keizersgracht 60                     | 52° 22' 42" NB, 4° 53' 17" OL | 2468   | Meer afbeeldingen                                                                                           |
| Pand met lisenen-halsgevel | Gebouw                   | 17e/19e eeuw                                      |                           | Keizersgracht 62                     | 52° 22' 42" NB, 4° 53' 17" OL | 2469   | Meer afbeeldingen                                                                                           |
| Pand met halsgevel met putti in de vleugelstukken xviiib)                                                                                            | Gebouw                   | tweede kwart 18e eeuw                             |                           | Keizersgracht 64                     | 52° 22' 41" NB, 4° 53' 17" OL | 2470   | Meer afbeeldingen                                                                                           |
| Pand met gevel empire deurpartij | Gebouw                   | 17e/18e eeuw                                      |                           | Keizersgracht 66                     | 52° 22' 41" NB, 4° 53' 17" OL | 2471   | Meer afbeeldingen                                                                                           |
| Pand met klokgevel met deurpartij | Gebouw                   | 18e/19e eeuw                                      |                           | Keizersgracht 68                     | 52° 22' 41" NB, 4° 53' 17" OL | 2472   | Meer afbeeldingen                                                                                           |
| Pand met gevel onder rechte lijst | Gebouw                   | 18e/19e eeuw                                      |                           | Keizersgracht 70                     | 52° 22' 41" NB, 4° 53' 17" OL | 2473   | Pand met gevel onder rechte lijst                                                                           |
| Pand met halsgevel | Woonhuis                 | 1625 (oorsprong) 1710 (halsgevel) 1874 (verhoogd) |                           | Keizersgracht 72                     | 52° 22' 41" NB, 4° 53' 16" OL | 2474   | Pand met halsgevel                                                                                          |
| Pand met gevel onder rechte lijst met versierde stoep                                                                                                | Gebouw                   | 18e/19e eeuw                                      |                           | Keizersgracht 74A                    | 52° 22' 41" NB, 4° 53' 16" OL | 2475   | Pand met gevel onder rechte lijst met versierde stoep                                                       |
| Pand met hoge gevel met deurpartij uit dezelfde tijd, versierde stoep en vier Louis XIV flesbalusters                                                | Gebouw                   | 18e eeuw                                          |                           | Keizersgracht 74A                    | 52° 22' 41" NB, 4° 53' 16" OL | 2476   | Pand met hoge gevel met deurpartij uit dezelfde tijd, versierde stoep en vier Louis XIV flesbalusters       |
| Huis met 18e-eeuwse gevel onder 19e-eeuwse rechte lijst waarboven een dakvoorschot                                                                   | Werk-woonhuis            | 17e eeuw (kern)                                   |                           | Keizersgracht 76                     | 52° 22' 40" NB, 4° 53' 16" OL | 2477   | Huis met 18e-eeuwse gevel onder 19e-eeuwse rechte lijst waarboven een dakvoorschot                          |
| Huis vanwege de van zeedijk negen hierheen overgebrachte zandstenen onderdelen van de gevelhals                                                      | Gebouw                   | eerste of tweede kwart 18e eeuw                   |                           | Keizersgracht 84                     | 52° 22' 40" NB, 4° 53' 16" OL | 2478   | Meer afbeeldingen                                                                                           |
| Pand met halsgevel | Gebouw                   | tweede kwart 18e eeuw                             |                           | Keizersgracht 88A                    | 52° 22' 40" NB, 4° 53' 16" OL | 2479   | Meer afbeeldingen                                                                                           |
| Hoekhuis met gevel onder rechte lijst en dakvoorschot                                                                                                | Gebouw                   | 18e/19e eeuw                                      |                           | Keizersgracht 90                     | 52° 22' 40" NB, 4° 53' 15" OL | 2480   | Meer afbeeldingen                                                                                           |
| Pand met gevel onder rechte lijst | Gebouw                   | eerste helft 19e eeuw                             |                           | Keizersgracht 97I                    | 52° 22' 38" NB, 4° 53' 17" OL | 2240   | Pand met gevel onder rechte lijst                                                                           |
| Pand met gevel onder rechte lijst met dakkapel | Gebouw                   | eerste helft 19e eeuw                             |                           | Keizersgracht 99                     | 52° 22' 38" NB, 4° 53' 17" OL | 2241   | Meer afbeeldingen                                                                                           |
| Pand met gevel onder rijk gebeeldhouwde verhoogde zandstenen lijst waarop borstbeelden                                                               | Gebouw                   | eerste kwart 18e eeuw                             |                           | Keizersgracht 101                    | 52° 22' 38" NB, 4° 53' 17" OL | 2242   | Pand met gevel onder rijk gebeeldhouwde verhoogde zandstenen lijst waarop borstbeelden                      |
| Gebouw vanwege de natuurstenen onderdelen | Gebouw                   |                                                   |                           | Keizersgracht 105                    | 52° 22' 37" NB, 4° 53' 17" OL | 2243   | Meer afbeeldingen                                                                                           |
| Pand met zandstenen gevel onder echte lijst waarin een walvis                                                                                        | Gebouw                   | 1760                                              |                           | Keizersgracht 107                    | 52° 22' 37" NB, 4° 53' 17" OL | 2244   | Meer afbeeldingen                                                                                           |
| Pand met gevel onder verhoogde zandstenen lijst en gebeeldhouwde attiek                                                                              | Gebouw                   | 18e eeuw                                          |                           | Keizersgracht 111A-F                 | 52° 22' 37" NB, 4° 53' 16" OL | 2245   | Meer afbeeldingen                                                                                           |
| Dubbel huis | Gebouw                   | tweede kwart 17e eeuw                             |                           | Keizersgracht 117                    | 52° 22' 36" NB, 4° 53' 16" OL | 2246   | Meer afbeeldingen                                                                                           |
| Pand met gevel onder cirkelvormig verhoogde lijst met consoles en rijk gebeeldhouwde attiek                                                          | Gebouw                   | 18e/19e eeuw                                      |                           | Keizersgracht 119                    | 52° 22' 36" NB, 4° 53' 15" OL | 2247   | Meer afbeeldingen                                                                                           |
| Pand met zes vensters brede gevel onder triglyfenlijst, met gebeeldhouwde kelderpui en deurpartij                                                    | Gebouw                   | laatste kwart 18e eeuw                            |                           | Keizersgracht 121                    | 52° 22' 36" NB, 4° 53' 15" OL | 2248   | Meer afbeeldingen                                                                                           |
| Huis met de Hoofden | Woonhuis                 | 1622                                              | Hendrik de Keyser         | Keizersgracht 123                    | 52° 22' 35" NB, 4° 53' 14" OL | 2249   | Meer afbeeldingen                                                                                           |
| Pand met herbouwde gevel waarop de oorspronkelijke gevelhals                                                                                         | Gebouw                   | 18e/19e eeuw                                      |                           | Keizersgracht 125                    | 52° 22' 35" NB, 4° 53' 14" OL | 2250   | Meer afbeeldingen                                                                                           |
| Dubbel huis met gevel onder rechte lijst met consoles                                                                                                | Gebouw                   | 18e/19e eeuw                                      |                           | Keizersgracht 127                    | 52° 22' 34" NB, 4° 53' 14" OL | 2251   | Meer afbeeldingen                                                                                           |
| Ziekenverpleeghuis | Gezondheidszorg          | 1880                                              | P.F. Laarman              | Keizersgracht 129                    | 52° 22' 34" NB, 4° 53' 14" OL | 518334 | Meer afbeeldingen                                                                                           |
| Pand met vierraamsgevel onder rechte lijst met deur uit dezelfde tijd                                                                                | Gebouw                   | eerste helft 19e eeuw                             |                           | Keizersgracht 131                    | 52° 22' 34" NB, 4° 53' 13" OL | 24029  | Meer afbeeldingen                                                                                           |
| Pand met vierraamsgevel met grote trappen en versierd met grote boogblokken                                                                          | Gebouw                   | 17e/19e eeuw                                      |                           | Keizersgracht 133A-E                 | 52° 22' 34" NB, 4° 53' 13" OL | 2254   | Meer afbeeldingen                                                                                           |
| Pand met gevel onder rechte triglyfenlijst en gebeeldhouwde attiek                                                                                   | Gebouw                   | 18e eeuw                                          |                           | Keizersgracht 135                    | 52° 22' 34" NB, 4° 53' 13" OL | 2255   | Meer afbeeldingen                                                                                           |
| Pand met gevel onder gebeeldhouwde verhoogde stenen lijst met opzetstuk                                                                              | Gebouw                   | tweede kwart 18e eeuw                             |                           | Keizersgracht 137                    | 52° 22' 33" NB, 4° 53' 13" OL | 2256   | Meer afbeeldingen                                                                                           |
| Pand met gevel onder gebeeldhouwde verhoogde stenen lijst met opzetstuk                                                                              | Gebouw                   | tweede kwart 18e eeuw                             |                           | Keizersgracht 139                    | 52° 22' 33" NB, 4° 53' 13" OL | 2257   | Meer afbeeldingen                                                                                           |
| Het Zuid-Afrika Huis | Woonhuis                 | 17e/19e eeuw                                      |                           | Keizersgracht 141                    | 52° 22' 33" NB, 4° 53' 13" OL | 2258   | Meer afbeeldingen                                                                                           |
| Pand Keizersgracht 143 | Gebouw                   | ca. 1624 (bouw) ca. 1700 (verb.)                  |                           | Keizersgracht 143A                   | 52° 22' 33" NB, 4° 53' 12" OL | 2259   | Meer afbeeldingen                                                                                           |
| Pand met gevel onder rechte lijst met consoles | Gebouw                   | 18e/19e eeuw                                      |                           | Keizersgracht 145                    | 52° 22' 33" NB, 4° 53' 12" OL | 2260   | Meer afbeeldingen                                                                                           |
| Pand met gevel onder rechte lijst met consoles | Gebouw                   | eerste kwart 19e eeuw                             |                           | Keizersgracht 147                    | 52° 22' 32" NB, 4° 53' 12" OL | 2261   | Meer afbeeldingen                                                                                           |
| Pand met vierraamsgevel onder triglyfenlijst met consoles en met gevelsteen                                                                          | Woonhuis                 | 18e/19e eeuw                                      |                           | Keizersgracht 149                    | 52° 22' 32" NB, 4° 53' 12" OL | 2262   | Meer afbeeldingen                                                                                           |
| Hoekhuis met gepleisterde gevel onder uit en ingezwenkte top met rollagen Café Brandon                                                               | Gebouw                   | 17e/19e eeuw                                      |                           | Keizersgracht 157                    | 52° 22' 31" NB, 4° 53' 11" OL | 2263   | Meer afbeeldingen                                                                                           |
| Pand met gevel onder rechte lijst met consoles en latere dakkapel                                                                                    | Gebouw                   | 18e eeuw                                          |                           | Keizersgracht 161                    | 52° 22' 30" NB, 4° 53' 10" OL | 2264   | Meer afbeeldingen                                                                                           |
| Pand met vierraamsgevel onder echte lijst met consoles                                                                                               | Gebouw                   | laatste helft 18e eeuw                            |                           | Keizersgracht 167                    | 52° 22' 30" NB, 4° 53' 9" OL  | 2265   | Meer afbeeldingen                                                                                           |
| Pand met gevel onder rechte lijst | Gebouw                   | 18e/19e eeuw                                      |                           | Keizersgracht 169                    | 52° 22' 29" NB, 4° 53' 9" OL  | 2266   | Meer afbeeldingen                                                                                           |
| Pand met zesraamsgevel onder rechte lijst met triglyfen en consoles                                                                                  | Gebouw                   | tweede kwart 18e eeuw                             |                           | Keizersgracht 171                    | 52° 22' 29" NB, 4° 53' 9" OL  | 2267   | Meer afbeeldingen                                                                                           |
| Pand met zandstenen vierraamsgevel onder rechte triglyfenlijst waarin consoles met gebeeldhouwde deuromlijsting, waarin empire deur                  | Gebouw                   | derde kwart 18e eeuw                              |                           | Keizersgracht 173A                   | 52° 22' 29" NB, 4° 53' 9" OL  | 2269   | Meer afbeeldingen                                                                                           |
| Pand met gevel onder gebeeldhouwde verhoogde zandstenen lijst en attiek                                                                              | Woonhuis                 | eerste helft 18e eeuw                             |                           | Keizersgracht 175                    | 52° 22' 28" NB, 4° 53' 8" OL  | 2270   | Meer afbeeldingen                                                                                           |
| Coymanshuis | Woonhuis                 | 1625                                              | Jacob van Campen          | Keizersgracht 177                    | 52° 22' 29" NB, 4° 53' 9" OL  | 2271   | Meer afbeeldingen                                                                                           |
| Pand met gevel onder rechte lijst | Woonhuis                 | eerste helft 19e eeuw                             |                           | Keizersgracht 181                    | 52° 22' 27" NB, 4° 53' 8" OL  | 2272   | Meer afbeeldingen                                                                                           |
| Pand met gepleisterde trapgevel | Gebouw                   | 17e eeuw                                          |                           | Keizersgracht 183                    | 52° 22' 27" NB, 4° 53' 8" OL  | 2273   | Meer afbeeldingen                                                                                           |
| Pand met gepleisterde gevel onder rechte lijst met consoles                                                                                          | Gebouw                   | 18e/19e eeuw                                      |                           | Keizersgracht 94A                    | 52° 22' 39" NB, 4° 53' 15" OL | 2481   | Meer afbeeldingen                                                                                           |
| Pand met gevel onder rechte lijst met triglyfen | Gebouw                   | ca. 1800                                          |                           | Keizersgracht 96                     | 52° 22' 39" NB, 4° 53' 14" OL | 2482   | Meer afbeeldingen                                                                                           |
| Pand met halsgevel | Gebouw                   | tweede kwart laat 18e eeuw                        |                           | Keizersgracht 96A                    | 52° 22' 39" NB, 4° 53' 14" OL | 2483   | Meer afbeeldingen                                                                                           |
| Pand met gevel onder rechte lijst | Gebouw                   | midden 19e eeuw                                   |                           | Keizersgracht 100                    | 52° 22' 39" NB, 4° 53' 14" OL | 2484   | Meer afbeeldingen                                                                                           |
| Remonstrantse schuilkerk, De Rode Hoed | Kerk en kerkonderdeel    | 1630 (bouw) 19e eeuw (verb.)                      |                           | Keizersgracht 102                    | 52° 22' 38" NB, 4° 53' 14" OL | 2485   | Meer afbeeldingen                                                                                           |
| Pand met gevel, versierd met grote boogblokken onder recente rollagentop                                                                             | Gebouw                   | tweede kwart 17e eeuw                             |                           | Keizersgracht 104                    | 52° 22' 38" NB, 4° 53' 14" OL | 2486   | Meer afbeeldingen                                                                                           |
| Pand met gevel onder verhoogde lijst met consoles | Woonhuis                 | ca. 1750                                          |                           | Keizersgracht 106                    | 52° 22' 38" NB, 4° 53' 14" OL | 2487   | Meer afbeeldingen                                                                                           |
| Pand met gevel onder verhoogde lijst met consoles | Gebouw                   | tweede kwart 18e eeuw                             |                           | Keizersgracht 108A                   | 52° 22' 38" NB, 4° 53' 14" OL | 2488   | Meer afbeeldingen                                                                                           |
| Pand met klokgevel met gesneden deurpartijen | Gebouw                   | 1756/1759                                         |                           | Keizersgracht 110                    | 52° 22' 38" NB, 4° 53' 14" OL | 2489   | Meer afbeeldingen                                                                                           |
| Pand met gevel onder rechte lijst met consoles en gesneden opzetstuk                                                                                 | Gebouw                   | ca. 1750                                          |                           | Keizersgracht 112                    | 52° 22' 38" NB, 4° 53' 14" OL | 2490   | Meer afbeeldingen                                                                                           |
| Pand met gevel onder rechte lijst met consoles | Gebouw                   | ca. 1800                                          |                           | Keizersgracht 114                    | 52° 22' 37" NB, 4° 53' 13" OL | 2491   | Meer afbeeldingen                                                                                           |
| Pand met klokgevel iets latere deuromlijsting en kalf                                                                                                | Gebouw                   | tweede kwart 18e eeuw                             |                           | Keizersgracht 116                    | 52° 22' 37" NB, 4° 53' 13" OL | 2492   | Meer afbeeldingen                                                                                           |
| Pand met tweeraamsgevel, samen met nr 120 onder rechte lijst met consoles                                                                            | Gebouw                   | tweede kwart 19e eeuw                             |                           | Keizersgracht 118                    | 52° 22' 37" NB, 4° 53' 13" OL | 2493   | Pand met tweeraamsgevel, samen met nr 120 onder rechte lijst met consoles                                   |
| Pand met drieraamsgevel, samen met nr 118 onder rechte lijst met consoles                                                                            | Gebouw                   | 19e eeuw                                          |                           | Keizersgracht 120                    | 52° 22' 37" NB, 4° 53' 13" OL | 24694  | Meer afbeeldingen                                                                                           |
| Pand met halsgevel | Gebouw                   | 18e/19e eeuw                                      |                           | Keizersgracht 122                    | 52° 22' 37" NB, 4° 53' 13" OL | 2495   | Pand met halsgevel                                                                                          |
| Gebouw met vijfraamsgevel onder rechte lijst waarin triglyfen en consoles (plm. 1750) en met versierde ingangstravee, en aanbouwen in dezelfde stijl | Gebouw                   | ca. 1750 (consoles)                               |                           | Keizersgracht 124-128                | 52° 22' 36" NB, 4° 53' 12" OL | 2496   | Meer afbeeldingen                                                                                           |
| Pand met gevel onder gesneden rechte lijst met consoles en triglyfen                                                                                 | Gebouw                   | laat 18e eeuw                                     |                           | Keizersgracht 130                    | 52° 22' 36" NB, 4° 53' 12" OL | 2497   | Meer afbeeldingen                                                                                           |
| Pand met gevel onder rechte lijst met consoles met deurpartij uit dezelfde tijd                                                                      | Gebouw                   | ca. 1800                                          |                           | Keizersgracht 132                    | 52° 22' 36" NB, 4° 53' 12" OL | 2498   | Meer afbeeldingen                                                                                           |
| Pand met gevel onder verhoogde gebeeldhouwde zandstenen lijst                                                                                        | Gebouw                   | ca. 1750-1800                                     |                           | Keizersgracht 134                    | 52° 22' 36" NB, 4° 53' 12" OL | 2499   | Meer afbeeldingen                                                                                           |
| Pand met klokgevel met deurpartij | Gebouw                   | 18e/19e eeuw                                      |                           | Keizersgracht 136                    | 52° 22' 36" NB, 4° 53' 12" OL | 2500   | Meer afbeeldingen                                                                                           |
| Pand met halsgevel met later fronton | Gebouw                   | tweede helft 18e eeuw                             |                           | Keizersgracht 138I,II,III,IV         | 52° 22' 35" NB, 4° 53' 11" OL | 2501   | Meer afbeeldingen                                                                                           |
| Tuinhuis | 'Niet van Toepassing'    | 20e eeuw                                          |                           | Keizersgracht bij 138                | 52° 22' 36" NB, 4° 53' 10" OL | 528389 | Upload foto                                                                                                 |
| Pand met gevel onder rechte lijst met triglyfen | Woonhuis                 | ca. 1750                                          |                           | Keizersgracht 142                    | 52° 22' 35" NB, 4° 53' 11" OL | 2502   | Pand met gevel onder rechte lijst met triglyfen                                                             |
| Pand met gevel onder verhoogde lijst met consoles en gesneden kuifstuk; vier flesbalusters en gevellantaren                                          | Werk-woonhuis            | ca. 1750                                          |                           | Keizersgracht 144                    | 52° 22' 35" NB, 4° 53' 11" OL | 2503   | Pand met gevel onder verhoogde lijst met consoles en gesneden kuifstuk; vier flesbalusters en gevellantaren |
| Pand met gevel onder gesneden rechte lijst | Woonhuis                 | 1780                                              |                           | Keizersgracht 146                    | 52° 22' 35" NB, 4° 53' 11" OL | 2504   | Pand met gevel onder gesneden rechte lijst                                                                  |
| Pand met gevel onder gesneden rechte lijst en balustrade met rijk gesneden deurpartij                                                                | Woonhuis                 | ca. 1800                                          |                           | Keizersgracht 148                    | 52° 22' 35" NB, 4° 53' 11" OL | 2505   | Meer afbeeldingen                                                                                           |
| Tuinhuis | Onderdeel woningen e.d.  | laat 19e eeuw                                     |                           | Keizersgracht bij 148                | 52° 22' 35" NB, 4° 53' 11" OL | 528260 | Upload foto                                                                                                 |
| Pand met halsgevel | Gebouw                   | eerste kwart 18e eeuw                             |                           | Keizersgracht 150                    | 52° 22' 34" NB, 4° 53' 11" OL | 2506   | Pand met halsgevel                                                                                          |
| Pand met gevel onder rechte lijst met consoles, triglyfen en kuifstuk met gesneden deuromlijsting uit dezelfde tijd                                  | Gebouw                   | derde kwart 18e eeuw                              |                           | Keizersgracht 152                    | 52° 22' 34" NB, 4° 53' 10" OL | 2507   | Meer afbeeldingen                                                                                           |
| Pand met gevel onder hals in fantasievormen | Gebouw                   | 18e/19e eeuw                                      |                           | Keizersgracht 154                    | 52° 22' 34" NB, 4° 53' 10" OL | 2508   | Meer afbeeldingen                                                                                           |
| Pand met gevel onder klokvormige top | Gebouw                   | 18e/19e eeuw                                      |                           | Keizersgracht 156                    | 52° 22' 34" NB, 4° 53' 10" OL | 2509   | Meer afbeeldingen                                                                                           |
| Pand met gevel onder verhoogde gesneden lijst met gevelsteen                                                                                         | Gebouw                   | 1721                                              |                           | Keizersgracht 158                    | 52° 22' 34" NB, 4° 53' 10" OL | 2510   | Meer afbeeldingen                                                                                           |
| Pand met gevel onder rechte lijst met consoles | Gebouw                   | eerste kwart 19e eeuw                             |                           | Keizersgracht 160                    | 52° 22' 34" NB, 4° 53' 10" OL | 2511   | Pand met gevel onder rechte lijst met consoles                                                              |
| Hospitium van de Vrije Universiteit | Onderwijs en wetenschap  | 1618                                              | Dirck en Pieter Hasselaer | Keizersgracht 162A-H                 | 52° 22' 33" NB, 4° 53' 10" OL | 518345 | Meer afbeeldingen                                                                                           |
| Vierraamshuis onder rechte lijst met consoles ("Hotel Toren")                                                                                        | Woonhuis                 | 18e eeuw                                          |                           | Keizersgracht 164                    | 52° 22' 33" NB, 4° 53' 9" OL  | 2512   | Meer afbeeldingen                                                                                           |
| Pand met gevel onder rechte lijst met consoles met deuromlijsting uit dezelfde tijd                                                                  | Gebouw                   | 18e/19e eeuw                                      |                           | Keizersgracht 166                    | 52° 22' 33" NB, 4° 53' 9" OL  | 2513   | Meer afbeeldingen                                                                                           |
| Pand met trapgevel, versierd met grote boogblokken                                                                                                   | Gebouw                   | 1620                                              |                           | Keizersgracht 170                    | 52° 22' 33" NB, 4° 53' 9" OL  | 2514   | Meer afbeeldingen                                                                                           |
| Pand met gevel onder rechte lijst met consoles | Gebouw                   | 18e/19e eeuw                                      |                           | Keizersgracht 172                    | 52° 22' 33" NB, 4° 53' 9" OL  | 2515   | Meer afbeeldingen                                                                                           |
| Gebouw Astoria | Handel en kantoor        | 1904-1906                                         |                           | Keizersgracht 174                    | 52° 22' 31" NB, 4° 53' 7" OL  | 518354 | Meer afbeeldingen                                                                                           |
| Huis met halsgevel waarvan de vleugelstukken en fronton                                                                                              | Gebouw                   | 1626 en later verbouwd                            |                           | Keizersgracht 178                    | 52° 22' 31" NB, 4° 53' 7" OL  | 2517   | Meer afbeeldingen                                                                                           |
| Pand met gepleisterde vierraamsgevel onder rechte triglyfenlijst met consoles                                                                        | Gebouw                   | ca. 1800                                          |                           | Keizersgracht 182                    | 52° 22' 31" NB, 4° 53' 7" OL  | 2518   | Meer afbeeldingen                                                                                           |
| Huis onder een rechte lijst met consoles is gebracht                                                                                                 | Gebouw                   | 17e/18e/19e eeuw                                  |                           | Keizersgracht 184                    | 52° 22' 30" NB, 4° 53' 7" OL  | 2519   | Meer afbeeldingen                                                                                           |
| Huis met een rechte lijst | Gebouw                   | eerste kwart 17e eeuw midden 19e eeuw (verbouwd)  |                           | Keizersgracht 186                    | 52° 22' 30" NB, 4° 53' 7" OL  | 2520   | Meer afbeeldingen                                                                                           |
| Pand met gevel onder rechte lijst met consoles | Gebouw                   | eerste kwart 19e eeuw (consoles)                  |                           | Keizersgracht 188                    | 52° 22' 30" NB, 4° 53' 7" OL  | 2521   | Meer afbeeldingen                                                                                           |
| Pand met zandstenen gevel onder gebeeldhouwde rechte lijst met verhoging                                                                             | Gebouw                   | vroeg 18e eeuw                                    |                           | Keizersgracht 190                    | 52° 22' 30" NB, 4° 53' 6" OL  | 2522   | Meer afbeeldingen                                                                                           |
| Pand met gevel onder gesneden verhoogde lijst met deuromlijsting uit dezelfde tijd, waarin deur en snijraam                                          | Gebouw                   | 18e eeuw                                          |                           | Keizersgracht 192                    | 52° 22' 30" NB, 4° 53' 6" OL  | 2523   | Meer afbeeldingen                                                                                           |
| Pand met gevel onder gebeeldhouwde verhoogde lijst met gesneden empire deur                                                                          | Gebouw                   | 18e eeuw                                          |                           | Keizersgracht 194A-E                 | 52° 22' 29" NB, 4° 53' 6" OL  | 2524   | Meer afbeeldingen                                                                                           |
| Pand met gevel onder gebeeldhouwde enigszins klokvormige zandstenen lijsttop                                                                         | Gebouw                   | 18e/19e eeuw                                      |                           | Keizersgracht 196                    | 52° 22' 29" NB, 4° 53' 6" OL  | 2525   | Meer afbeeldingen                                                                                           |